# Saloma (Tizian, Rim)
Saloma ali morda Judita s Holofernovo glavo je oljna slika, ki je zgodnje delo beneškega slikarja pozne renesanse Tiziana. Običajno se domneva, da predstavlja Salomo z glavo Janeza Krstnika. Običajno je datirana okoli leta 1515 in je zdaj v galeriji Doria Pamphilj v Rimu. Tako kot druge slike na to temo je včasih veljalo, da predstavlja Judito s Holofernovo glavo, drugi svetopisemski dogodek, ki ga najdemo v umetnosti, prikazuje žensko in odsekano moško glavo. V zgodovini se je glavna osebnost imenovala tudi Herodiada, Salomina mati.
Slika, ki jo včasih pripisujejo Giorgioneju, se zdaj običajno obravnava kot tista, na kateri je mogoče opaziti Tizianov osebni slog v razvoju, z »občutkom fizične bližine in vpletenosti gledalca«, v katerem je »strokovno ravnanje s oljnim medijem omogočilo umetniku vzbuditi občutek mehko spredenih dlak na kremastem mesu«.
Erwin Panofsky je domneval, da bi bila glava Janeza Krstnika morda avtoportret in možno je, da je Tizian z modelom aludiral na svoje zasebno življenje in predvideval Cristofana Allorija, Judito s Holofernovo glavo (1613, Kraljeva zbirka) in druge različice, kjer je bila odsekana glava avtoportret, Judita in služkinja pa portreti njegove bivše ljubice in njene matere. Tukajšnji model, ki dopušča določeno stopnjo idealizacije, naj bi bil enak, uporabljen pri Speči Veneri (Giorgione in Tizian, c. 1510) ter Veneri in Kupidu (ok. 1510–1515).
Ta kompozicija je bila večkrat kopirana, vsaj v nekaterih primerih v Tizianovi delavnici.

## Saloma, Judita ali Herodiada?
Možni izvor slike se začne leta 1533, s Tizianovo Judito, zabeleženo v zbirki Alfonsa I. d'Esteja, vojvode Ferrarskega, zelo pomembnega Tizianovega pokrovitelja. Zdi se, da nobena druga ohranjena Tizianova slika ne ustreza temu zapisu, tako da, če to ni slika, ki je zdaj v Rimu, mora biti izgubljena. Leta 1592 je vnukinja vojvode Alfonsa Lucrezia d'Este (1535–1598) imela v lasti sliko, opisano kot Herodiada (Salomina mati). Kar je gotovo je slika Doria Pamphilja  do leta 1603 pripadala kardinalu Pietru Aldobrandiniju, preden je prešla k njegovi nečakinji Olimpii Aldobrandini, katere drugi mož je bil bivši kardinal Camillo Pamphilj; od takrat se prenaša po rodu skozi družino. V 18. stoletju so sliko imenovali Herodiada, vendar so številni tuji obiskovalci, ki so jo videli, zapisali, da je glavna figura Judita.
Če je bila glavna figura na sliki Herodiada, ki je tradicionalno veljala za glavno gibalo zarote za usmrtitev Janeza Krstnika, naj bi mlajša ženska poleg nje predstavljala njeno hčer Salomo, tukaj prikazana kot figura v suženjstvu njena bolj glamurozna mati. Zdi se, da identifikacija s Herodiado v zadnjem času nima podpornikov, jih ima Judita.
Srednjeveški dodatek k legendi o Salomi je trdil, da je Salomo poleg materinega sovraštva do Janeza zaradi njegovega pridiganja proti njej motivirala tudi razočarana ljubezen do Janeza, na katero bi se lahko nanašal Kupid. Njen obraz je obrnjen stran od njegove glave, vendar njene oči gledajo nazaj. Panofsky jo opisuje kot: »Meditativna, žalostna in malce otrpla, zdi se, kot da se umika obrazu sv. Janeza, ki pa z neustavljivo silo pritegne njene postrani pogled«. Medtem služkinja »gleda na junakinjo z očmi zvestega psa, ki čuti in deli gospodarjevo stisko, ne da bi razumel njen vzrok«. Tako v piramidni skupini figur pogledi tečejo od služkinje na levi, do Salome v sredini in navzdol do Janeza na desni, katerega mrtve oči so zaprte.
Uporaba erotične privlačnosti na moških figurah moči je jedro obeh zgodb, toda za cerkev in Tizianove sodobnike sta bili Herodiada in Saloma slabi, Judita pa junakinja. Obe zgodbi sta bili del repertoarja toposa Moč žensk, značilnega predvsem za nemško umetnost tega obdobja, katerega motivi pa so bili upodobljeni tudi v Italiji. Majhen Kupid na vrhu loka krepi erotičnost obdelave, kar kaže na Salomino poželenje po Janezu (ali Herodovo implicitno privlačnost do Salome) ali na Holfernovo poželenje po Juditi, odvisno od izbire. Predlagano je bilo tudi, da je bila uporaba kupidov na sklepniku obokov pogosta v javnih stavbah tega obdobja v Benetkah, kar »poudarja uradno naravo zapora in usmrtitve sv. Janeza«.
Prisotnost služkinje je običajna na upodobitvah Judite (po Juditini knjigi, ki jo omenja), ne pa tudi na Salomi z glavo Janeza Krstnika. Po drugi strani pa je glava na posodi običajno povezana s Salomino zgodbo in je omenjena v evangeliju Mr 6,21-18, medtem ko Judita svojo pogosto spravi v vrečo ali jo nosi za lase, obe pa prav tako sledita besedilu svojega zgodba. En sam pramen las, ki je padal čez obraz, je veljal za zelo privlačen in povezan s kurtizanami, kar morda nakazuje, da je Salome res tema, čeprav je Judith opisana kot na vse načine, da se obleče zapeljivo.
Motno ozadje na levi vključuje okov na vrhu, med obema ženskima glavama, ki ga Panofsky opisuje kot ključavnico, čeprav je lahko tudi tečaj. To označuje navpični rob območja z nekoliko drugačnim odtenkom, morda prikazuje prehod od vrat do stene. Kar bi lahko bila železna palica ali zgornji del vrat, je levo od okovja. Različica Pasadena kaže tudi prileganje in spremembo barve. To nakazuje, da slike prikazujejo ženske, ki zapuščajo zapor, kjer je bil Janez umorjen, da bi se z glavo ob glavi vrnile na Herodovo praznovanje, kar je različica zgodbe, ki je pogosto prikazana v umetnosti, čeprav ne sledi natančno evangeliju, v kateri vojak predstavlja glavo na posodo Herodu, ki jo da Salomi, ta pa svoji materi. Svetopisemsko besedilo je zelo jasno, da je Holofern umorjen v svojem šotoru v svojem taborišču, in prizor (redek v umetnosti), kjer Judita pokaže glavo prebivalcem Betulije, se zgodi ponoči znotraj mestnih vrat, zato je ozadje slike težko uskladiti z upodobitvijo Judite.

## Pripis in datacija
Tako kot pri drugih majhnih Tizianih iz 1510-ih je pripisovanje skozi stoletja nihalo, začenši s Tizianom v zgodnjih zapisih, a (skoraj neizogibno) do 19. stoletja so ga pripisali Giorgioneju, dokler ga Crowe in Cavalcaselle nista pripisala il Pordenoneju. Do konca tega stoletja ga je večina ponovno pripisala Tizianu, kar je med strokovnjaki ostalo običajno mnenje.
Različica muzeja Norton Simon je bila pripisana Tizianu v prodaji v Angliji med letoma 1801 in 1859, vendar je bila prodaja v Londonu leta 1891 imenovana Giorgione.
Čeprav je bil datum približno 1515 dolgo običajen pogled, izključno iz slogovnih razlogov, je Charles Hope predlagal približno 1511. To je deloma zaradi njegovega odnosa do Salome Sebastiana del Piomba iz leta 1510 (Narodna galerija), kjer se dogajanje prav tako seli iz temno na levi v svetlo na desni. To so nekateri imeli tudi za Judito.

## Kontekst
Slika se nanaša na dve različni vrsti slikarstva, ki ju najdemo v beneškem slikarstvu v letih, ko je prevladoval Giorgione, vključno z njegovim posmrtnim vplivom. Prvi je več beneških slik iz 1510-ih, ki prikazujejo dve ali tri polpostavne figure z glavami blizu skupaj, pogosto z zagonetnimi izrazi in interakcijami. Mnogi od teh so giorgionesque žanr ali tronie subjekti, kjer so subjekti anonimni. Toda Tizianova Lukrecija in njen mož prikazujeta specifično temo, čeprav se pogledi glede bistva prikazane zgodbe razlikujejo. Njegov Bravo ima morda posebno temo; oba sta zdaj na Dunaju. Ljubimca (Kraljeva zbirka) verjetno ne. Njegov Poklonjeni novčič (Dresden, ok. 1516) ima jasno temo, tudi iz Nove zaveze.
Druga vrsta, na katero se navezuje, je Tizianova serija določnih ženskih figur belle donne iz sredine 1510-ih, ki vključuje tudi Lukrecijo in njenega moža, pa tudi posamezne figure Flore v Uffiziju, Ženska z ogledalom v Louvru, Violante in Nečimrnost v Münchnu. Večina teh je videti kot portreti in so jih včasih obravnavali kot sodobnike kot portrete vodilnih beneških kurtizan, vendar jih je najbolje obravnavati kot idealizirane figure lepih žensk, ki lahko le ohlapno odražajo katerega koli posameznika. Ta tip je bil dolgotrajnejši v beneškem slikarstvu in izdelovali so ga številni drugi umetniki; Palma Vecchio je iz njih naredil posebnost.

## Različice
Obstaja več zgodnjih ponovitev, ki bi jih lahko ustvaril Tizian ali njegova delavnica ali delno oboje. Različica v muzeju Norton Simon v Pasadeni je veljala za najboljšo različico delavnice. Bila je tudi v zbirki Doria Pamphilj od njenega lastništva kardinala Aldobrandinija na začetku 17. stoletja do prodaje 1797–98 med francosko revolucionarno invazijo na Italijo, ko je bilo veliko italijanske umetnosti prodane, večinoma Angležem, v pričakovanju ropanja Francozov. William Young Ottley je bil prvi kupec, ki ga je odnesel v London in ga prodal leta 1801.
Druga različica, ki je bila del zbirk princa Salviatija, Kristine Švedske in princa Odescalchija, je zdaj v lasti nepremičninskega magnata Luke Brugnara. Da je bila Saloma pripisana tudi il Pordenoneju in Giorgioneju ter končno Tizianu v poznem 19. stoletju; zdaj velja za delavniško različico.

## Druge kompozicije Salome in Judite
Tizian je Salomo naslikal v vsaj eni poznejši kompoziciji iz 1550-ih, s posodo, ki drži glavo nad njeno glavo (Prado), pri čemer je verjetno uporabil svojo hčer Lavinio kot model. Nedavno se je ponovno pojavila še ena kompozicija, ki izvira iz 1560-ih; od leta 2012 je to v Narodnem muzeju zahodne umetnosti v Tokiu.
Okoli leta 1570 je Tizian naslikal nedvomno Judito s Holofernovo glavo (Detroitski inštitut za umetnost).